# Sexe au confessionnal
Pour plus de détails, voir Fiche technique et Distribution.
Sexe au confessionnal (Sesso in confessionale) est un drame érotique italien réalisé par Vittorio De Sisti et sorti en 1974.
Il s'agit d'une adaptation du roman Le sexe au confessionnal (Il sesso in confessionale) de Norberto Valentini, Clara Di Meglio paru chez Marsilio Editori en 1973.

## Synopsis
Le film narre les conversations entre un prêtre et divers pénitents, en particulier concernant les relations sexuelles prénuptiales et extraconjugales.
Les dernières minutes du film sont consacrées à des entretiens avec quatre experts : le théologien Carmine Benincasa, le psychologue Emilio Servadio, le sociologue et sexologue Luigi De Marchi et la journaliste Patrizia Carrano.

## Fiche technique
- Titre français : Sexe au confessionnal[1]
- Titre original italien : Sesso in confessionale[2]
- Réalisateur : Vittorio De Sisti
- Scénario : Vittorio De Sisti, Sandro Parenzo (it) et Norberto Valentini, Clara Di Meglio d'après leur roman[3] paru en 1973.
- Photographie : Erico Menczer (it)
- Montage : Ruggero Mastroianni
- Musique : Ennio Morricone
- Décors : Fiorenzo Senese (it)
- Production : Giovanni Bertolucci
- Sociétés de production : Supernova
- Pays de production :  Italie
- Langue originale : italien
- Format : Couleur
- Durée : 91 minutes
- Genre : Drame érotique
- Dates de sortie :
  - Italie : 2 mai 1974
  - France : 25 février 1976

## Distribution
- Raoul Lovecchio (it) : prêtre
- Carmine Benincasa :
- Patrizia Carrano (it) :
- Luigi De Marchis :
- Emilio Servadio (it) :